# Der Buchstabe A
Der Buchstabe A (russisch Буква „А“) ist eine Erzählung von Wladimir Semjonowitsch Makanin (1937–2017). Sie erschien erstmals in der Zeitschrift Nowy mir (2000, Nr. 4) und im gleichen Jahr im Verlag Wagrius  in der Erzählungs-Sammlung Удавшийся рассказ о любви, die 2005 in der Übersetzung von Annelore Nitschke unter dem Titel Der kaukasische Gefangene im Luchterhand Literaturverlag veröffentlicht wurde und außer Der Buchstabe A noch die beiden Erzählungen Eine geglückte Liebesgeschichte sowie Der kaukasische Gefangene enthält.

## Kurzbeschreibung
In einem sowjetischen Straflager fernab der Zivilisation verändern sich Haftbedingungen und Sozialstruktur, was die Lager-Häftlinge auf ihr rebellisches Einmeißeln des Buchstaben „A“ in einen fernen Felsen zurückführen, während die Lagerleitung damit eigentlich nur auf den Wirrwarr Moskauer Befehle nach Stalins Tod reagiert. Die letztlich völlige Befreiung der Lager-Häftlinge hat zur Folge, dass einige erkennen, nur die körperliche Äußere Freiheit erhalten zu haben, während sie in ihrem Innern Gefangene und unfrei bleiben: Ihre Psyche hat irreversible Veränderungen erfahren, die sie an Innerer Freiheit hindern und daran, als normale Menschen zu existieren.

## Inhalt
Anfang August in einem Straflager in der sibirischen Taiga. „Seit über einem Jahr setzten die Gefangenen ein geheimes, stolzes Vorhaben in die Tat um: In der Nähe des Lagers wurde ein bestimmtes Wort in Stein gemeißelt. In den Felsen. Damit man es aus der Ferne sehen konnte. Die Buchstaben in Stein waren auch deshalb gut, weil sie in selbstbestimmter Arbeit entstanden und nicht Teil des verhaßten Plansolls waren“. In jenem August ist erst ein Buchstabe fast fertig: der Buchstabe A. Ob er am Anfang des Felsen-Wortes stehen soll oder mittendrin und was für ein Wort am Ende auf dem Felsen stehen soll, weiß kein Sek (russisch з/к, Abkürzung für das euphemistisch angehauchte заключённый каналоармеец – gefangener Kanalsoldat –, Plural: Зэки = Seki) – kein Sek außer Konjajew. Außerdem weiß Konjajew, Oberhaupt der Seki aus Baracke Eins, noch andere Dinge: die Namen aller toten Gefangenen. Daraus leitet er eine Forderung an die Lagerleitung ab: „Die Toten soll man nicht mehr anonym begraben. Nicht in einer gemeinsamen Grube“. Außerdem sollen die Einzelgräber Namensschildchen haben. Konjajews Interpretation des Felsen-Wortes ist entsprechend morbide: „In gewissem Sinne sollte das in den Stein gemeißelte Wort eine Art Grabinschrift für alle werden.“ Allerdings nimmt Konjajew das geplante Felsen-Wort faktisch mit ins Grab, denn sein bisheriger Vize und Nachfolger Ljam-Ljam wird sich nicht daran erinnern können, so dass am Wort nicht weiter geschrieben werden kann. Bis dahin aber setzen sich für die Herstellung des Felsen-Wortes regelmäßig Gefangene als „krank“ vor Schichtende von der Arbeitskolonne ab: „Man ließ die drei oder vier Mann ohne Begleitwache gehen. Aus diesem Lager konnte man nicht fliehen. Das wußten alle.“ Mit der nahenden Vollendung des Felsen-A beginnt eine Reihung nach und nach auftretender, merkwürdiger Ereignisse: 
- Die Gefangenen finden Rindfleisch in ihrem Mittagsessen vor.[3]
- Konjajew wird nach seiner Hinrichtung tatsächlich mit Namensschildchen bestattet: „Von genau diesem Tag an wurde mit Aufschriften begraben“,[8] und später heben Soldaten und Seki Gräber gemeinsam aus.[9]
- Aus dem Umherschubsen und Treten des bei der Flucht gefassten Sek Jenka durch die Wachsoldaten wird das Umherschubsen und Treten eines Balls, die Wachen vernachlässigen dabei ihre Wach-Aufgabe, und die Seki können beim Betrachten des „Spiels“ unkontrolliert zwischen Baracke Eins und Baracke Zwei pendeln,[10] spielen irgendwann sogar selbst.[11]
- Die Isolationshaft im „Lazarett“ wird faktisch abgeschafft: „Man werde dort keine Gefangenen mehr in Gewahrsam halten und bestrafen […]. Es sei denn, die Seki wollten einen Tobenden einen Tag oder zwei bändigen.“[12]
- Die bissigsten Hunde werden nicht mehr losgelassen,[13] später ganz abgeschafft.[14]
- Der Vize-Lagerkommandant bietet nach dem Verschwinden des Lagerkommandanten dem Oberhaupt von Baracke zwei, Strunin, eine Stellvertreterrolle an, da sich „die Führungsspitze stark gelichtet habe“.[15]
- Bei der bislang im Akkord verrichteten Zwangsarbeit auf dem Straßen-Damm lassen die Wachsoldaten Schlendrian einziehen und „die Seki rauchen. Standen daneben. Die langsamen, schlecht mit Erde gefüllten Schubkarren waren ihnen auch recht“ und werden nicht mehr bestraft.[16]
- Jenka kann nicht nur direkt in der einst verbotenen Zone vor dem Stacheldrahtzaun stehen, sondern „hatte ein kleines Loch in den Drahtzaun gemacht und kletterte hinaus“,[17] woraufhin einige Seki das Loch nutzen, um außerhalb des Lagers zu picknicken, Pilze oder Beeren zu sammeln.[18]
- Der „Wirtschaftsblock“ wird allgemein zugänglich. „Der Sek wunderte sich, daß er hier kein himmlisches Manna erblickte. Was er sah, war dürftig. […] Wodka, schlechter Fusel oder andere harte Sachen – nichts dergleichen fand sich im Wirtschaftsblock. Dabei hatten sie so darauf gehofft!“[19]
- Die Seki werden nicht daran gehindert, bei verstorbenen Soldaten vor der Beerdigung deren Kleidung zu entwenden.[20]
- Soldaten und Seki schieben gemeinsam Wache – bewaffnet.[21]
- Seki werden zum motorisierten Fuhrpark durchgelassen,[22] zu den Pferden.[23]

Von Anfang an mutmaßen die Seki, dass diese Verbesserungen mit dem Felsen-A zusammenhängen.
„Seki sind abergläubisch und freuen sich über jede Verkettung von Zufällen, wenn sie ihnen nützt. […] Der Mensch sucht (und findet) eine Begründung für das Glück. Sonst verliert er die Orientierung. Wozu hundert verschiedene Gründe durchgehen, wenn sich jeder einzelne von ihnen (bei genauem Hinsehen) als noch absurder entpuppt? […] Und kein Zweifel, der Buchstabe trennt die Seki nicht, sondern schließt sie fester zusammen“.
Mit den Hafterleichterungen beginnen aber auch ungeniertere Diebstähle in den Baracken, deren Täter keck eine „Gehässigkeit der Entwischten“ an den Tag legen, und es häufen sich nächtliche Morde. Von den nächtlichen Abrechnungen aufgeschreckt, führt der nun regierende Vize-Lagerkommandant ein Gespräch mit den beiden Baracken-Oberhäuptern Strunin und Ljam-Ljam sowie dem jungen Pankow, der nach Konjajews Tod wegen Ljam-Ljams Amtsversagen faktisch der Anführer der Baracke Eins ist. „Die Freiheiten waren überraschend, unvorhergesehen. Die Freiheiten machten es möglich, daß jeder mit jedem abrechnete. […] Deshalb verband sie eine gemeinsame Sorge – persönliche Abrechnungen verhindern. […] Die Seki hegten doch kaum noch Haß auf die Lagerleitung. Aber um so schmerzhafter spürten und begriffen die Seki, wie wenig von ihnen selbst befreit worden war. […] Wie wenig von dem befreit worden war, was sich als einziges zu befreien lohnte – das Vertrauen zum Pritschennachbarn.“ Strunin allerdings stirbt nicht durch Mord, sondern am Straßen-Damm. „Afonzew beugte sich zu Strunins Gesicht hinunter. Die Miene des Anführers verzerrte sich, er litt. In seinen Augen standen Schmerz und Angst! Nicht um sein Leben – vielleicht wegen seiner Stummheit. Seiner schuldig gebliebenen Antwort“ auf die Frage nach dem Felsen-Wort oder dem nächsten Buchstaben. Währenddessen entwickeln sich die nächtlichen Abrechnungen weiter – es gibt neuartige Morde: „Da wurde nicht […] abgerechnet… Das war so etwas wie… Männer können nicht ohne Aufgabe sein.“ Afonzew und andere „Seki mittlerer Autorität“ bringen vor, dass man nach Vollendung des Felsen-A wieder eine Aufgabe brauche, „ziehen leicht den Spott auf sich“, es kommt zu Tätlichkeiten, die „Seki mittlerer Autorität“ bekunden: „Scheiß auf den Buchstaben, aber es muß was her, was uns wieder zusammenschmiedet.“ Der Sek Tusow stellt daraufhin eine Idee vor, die er schon länger hat: „ein freies kollektives Treffen“ mit den Insassinnen der Frauenbaracke Eins „in einer kleinen Föhrenschonung“. Auch Soldaten nehmen an dem Treffen teil. „Nicht, um aufzupassen, natürlich, und nicht, um zu bewachen“, sondern um als Seki verkleidet mitzumachen. Nach dem Treffen bleiben zwei tote Männer zurück. Doch wozu „aufklären, wenn in den Baracken grundlos (und ganz ohne Beteiligung von Frauen) die nächtliche Morde weitergingen, die man gar nicht mehr schlimm fand?“ Zu den Ermordeten gehört dann alsbald auch Tusow, „er hatte ein zu kleinliches Gedächtnis. Wußte noch, wieviel Nägel gestohlen waren… wieviel Schachteln geliefert waren… wie hoch der Trockenschwund beim Brot war“.
Als zwei neue Traktoren geliefert werden, bemächtigen sich die Seki der Fahrzeuge und finden die Arbeiten, für die die Traktoren gedacht sind, uninteressant – stattdessen fangen die Seki an, mit den Traktoren den Stacheldrahtzaun niederzuwalzen: „Ekstase der Zerstörung! Raserei, die immer Hand in Hand mit der Freiheit geht!“ Als die Zäune weg sind, sind die nun „kahl dastehenden“ Wachtürme dran. Während einer der Traktoren auf einen der Wachtürme zubrummt, haben zwei Seki andere Pläne, darunter der junge Pankow: „Sie wurden gleichzeitig von derselben Idee entflammt: auf den Turm einen Scheißhaufen zu setzen.“ Der Traktorfahrer hält allerdings Kurs und trifft den Turm, als der zuerst oben eingetroffene Pankow bereits seine Hose heruntergelassen hat. Der Turm stürzt ein, doch Pankow bleibt stur. „Hockte sich hin und preßte geräuschvoll seinen Kot auf den Holzbelag. Auf die Plattform. Von der jahrzehntelang das Maschinengewehr mit seiner Mündung heruntergebleckt hatte.“ Nicht nur Pankow, sondern alle der am Vortag mit Bohnenspeise gemästeten Seki tun es Pankow auf der Plattform nach, dann auf den Überresten des Stacheldrahtzauns und in der dortigen verbotenen Zone, vor der Wache, vor dem zur Isolationshaft dienenden „Lazarett“, vor der eigenen Baracke, auf dem Appellplatz. „Sogar auf dem geheiligten Fleckchen mit den Pusteblumen direkt unter den Fenstern des getürmten Lagerkommandanten!“ Der zwecks Notdurft-Verrichtung dahockende Pankow krakeelt den Insassen der Baracke Eins „Ermunterung und Einigung zu“, erhält entsprechend Antwort von seinen Mit-Defäkierern: „Sie hockten da wie die Adler und schrien einander zu“, endet die Erzählung.

## Textanalyse
Bei Der Buchstabe A handelt es sich um eine auktoriale Erzählung, die in einem sibirischen Gefangenenlager weit östlich des Ural spielt; die einzige erwähnte Ortschaft ist Irkutsk, wohin sich der Lagerkommandant auf Dienstreise begibt, ohne wiederzukehren. Der Zeitraum der Handlung beträgt auf jeden Fall mehr als ein Jahr, von Anfang August des ersten bis Ende September des zweiten Jahres. Dieser Zeitraum ist platziert innerhalb der Periode der Stillen Entstalinisierung und ihrer politischen Unsicherheiten: Einerseits wird auf Josef Stalin im Text noch unter dessen seit 1929 offiziellem Titel „Führer“ (russisch вождь) Bezug genommen, andererseits zeigen sich deutliche poststalinistische Auflösungserscheinungen: Die Wachen sind „in diesen sich ändernden Zeiten“ schon früh in ihren Handlungen verunsichert, weil sie nicht genau wissen, ob sie sich noch passend verhalten. „Die Befreiung von außen war bereits im Gang. Allerdings wußten die Seki nichts davon. Die Seki wußten nichts (und konnten nichts wissen) von dem Wirrwarr der letzten Befehle aus dem fernen Moskau.“

### Themen
In Der Buchstabe A wirken sich rapide Veränderungen in der politischen Landschaft des fernen Moskau aus auf eine in der sibirischen Taiga isolierte, dank langjähriger Routinen wie zeitlos wirkende Straflager-Gemeinschaft, innerhalb derer einer Teil-Gemeinschaft, den Seki, nicht einmal klar ist, dass die Veränderungen nicht durch ihren in einen Felsen gemeißelten verheißungsvollen Buchstaben A bewirkt werden, sondern durch unbeeinflussbare Vorgänge in Moskau. Mangels vollständiger Informationen führen die Seki die rasanten Veränderungen des Lagerlebens daher auf ihre eigene Tat zurück: „Das Denken hatte verlernt, Zusammenhänge herzustellen, hatte verlernt, eine Sache zu ergründen. Bis zu diesen Vorfällen war jahrelang nichts geschehen. Es hatte eine ereignislose Ruhe geherrscht, nichts und niemand schien sich im Lager bewegt zu haben – nicht einmal die Zeit“. Anfangs sind die Veränderungen fast unmerklich: Weiterhin wird zur Schonung von Transportkapazitäten von einem getöteten Flüchtling der Großteil in der Wildnis verscharrt, nur „der Kopf und der rechte Arm“ heimgebracht, „damit man die Fingerabdrücke verglichen konnte.“ Weiterhin gibt es willkürliche Sündenbock-Strafen, traditionsgemäß Quälereien am homosexuellen Jenka, gewohnheitsgemäß ein Martyrium eines Gefangenen, der erst getreten wird, bis ihm das Rückgrat bricht, dann, bis er kein Gesicht mehr hat. Dann aber gewinnen die Veränderungen an Fahrt, die Hafterleichterungen pervertieren denn Begriff „Haft“ ebenso wie „die Vision der Freiheit durch die Brutalität des Straflagers so pervertiert wird, dass das gefolterte Bewusstsein sogar nach der Befreiung dem geistigen Stacheldraht nicht entkommt“, wie es in einer Kurzrezension des Rheinischen Merkur heißt. Der Vize-Lagerkommandant drückt das an einer Stelle wie folgt aus: „In gewissem Sinn werden wir alle im Lager bleiben. Hinter Stacheldraht. Sogar, wenn er beseitigt wird. Raus werden nur die Gefühle kriechen. Die unvermeidlichen Empfindlichkeiten von Menschen, die eingesperrt sind und eng auf einem Haufen leben. Rachsucht… Eifersucht… Habgier.“ Wegen der nach Wegfall der Lager-Disziplin plötzlich offenbar werdenden niederen Gefühle entstehen bei den Seki Aggressionen: „Man wollte jemanden beschimpfen, aber noch lieber ohrfeigen. Ein Herzensanliegen. Wenn man niemanden zum Beschimpfen und Ohrfeigen hatte, dann fiel einem der Umgang mit den anderen in den Tagen der Befreiung schwer. Es war schwer, zu leben…. Nicht zu arbeiten, nicht zu malochen, sondern zu leben.“

### Figuren (Auswahl)
- Konjajew, auch „Konja“ genannt: Er ist zu Beginn der Erzählung das Oberhaupt der Seki in Baracke Eins. „Dieser Bekloppte“ brüllt jede Nacht die Namen der im Lager umgekommenen, um sie gut zu memorieren, und zwar in alphabetischer Reihenfolge.[50] Diese spezielle Art des Wahnsinns sorgt für nächtliche Rachegelüste unausgeschlafener Mitgefangener sowie „schwindende Autorität“,[5] andererseits sind die Mitgefangenen „verblüfft über das zähe, aufdringliche Gedächtnis“ Konjajews.[51] Da Konjajew „niemals sein Instinkt für Gefahren“[52] verlässt, leistet er sich gegenüber der Lagerleitung früh Dinge, die ihn Kopf und Kragen kosten könnten, wird dann aber wegen einer Nichtigkeit hingerichtet. Der alte, zu 15 Jahren Lagerhaft einsitzende Konjajew wird im Text als schlau bezeichnet; daher spricht er das Felsen-Wort nicht laut aus.[53]
- Strunin: Er ist das Seki-Oberhaupt in Baracke Zwei, weswegen man von ihm nach Konjajews Tod erwartet, das Felsen-Wort zu kennen. Nach der Flucht des Lagerkommandanten wird Strunin vom nunmehr regierenden Vize-Lagerkommandanten als Ko-Lagerkommandant installiert und hat daher für Dinge wie das Felsen-Wort keine Zeit mehr, sondern ist im Stress und von Schmeichlern umgeben. „Dabei war Strunin in sich gekehrt. Er stand unter großer Anspannung. Die Seki (mit ihren Stimmungsschwankungen) liebten einen heute und prangerten einen morgen an. Strunin hatte Angst vor dem Amt… und wollte es doch.“[15]
- Ljam-Ljam: Unter der starken Persönlichkeit Konjajews arbeitet Ljam-Ljam als dessen „rechte Hand“[54] und wird daher Konjajews Nachfolger. Allerdings hat er unter dem erfahrenen Konjajew nie eine Führungspersönlichkeit entwickeln können. Die Seki der Baracke Eins „machten sich lustig. Ljam-Ljams Dummheit blieb keinem mehr verborgen“, als Ljam-Ljam, dem der vorsichtige Konjajew mit Steinen das geplante Felsen-Wort gezeigt hatte,[55] nun mit Steinchen-Spielen das vergessene Felsen-Wort zu rekonstruieren versucht. Recht bald nach Amts-Antritt trägt Ljam-Ljam aufgrund eines Unfalls einen Arm in einer Schlinge. „Mit dem Arm in der Schlinge schritt Ljam-Ljam den unfertigen [Straßen-]Damm rauf und runter. Ab und zu machte er eine dumme Bemerkung. Ihn quälte der erwachte Ehrgeiz. Er litt abartig. Und der Arm in der Schlinge verlieh ihm eine lächerliche Bedeutung. Wie die Aktentasche dem Beamten.“[56]
- Pankow: Der junge Pankow, „dem Anschein nach kindisch und frech“, nimmt den hinsichtlich des Felsen-Worts vergesslichen neuen Baracken-Chef Ljam-Ljam erst in Schutz: „Er hat es eben vergessen! Ihr habt ein Jahr oder mehr für den ersten Buchstaben gebraucht! Anderthalb Jahre! Da vergißt man ja, wie Mutter und Vater heißen!“ Dann aber übernimmt Pankow „die Anführerrolle vom dummen Ljam-Ljam“[26] und ist Initiator für die „Ausscheidungsorgie“[57] am Ende der Erzählung.
- Afonzew: Er ist einer der „Seki mittlerer Autorität“[30] und entwickelt früh die These, dass der im zunehmend führungslos herumschlingernden Gefangenenlager sich verbreitende Müßiggang eine missliche Situation heraufbeschwört: „Wenn man nichts tut, wird man verrückt.“[58] Als die nächtlichen Morde beginnen, bereiten ihm die „Gedanken an den unbekannten zweiten Buchstaben“ ebenso schlaflose Nächte wie die Befürchtung, „daß er nicht besser war als die anderen. Er war einfach noch nicht so weit heruntergekommen, daß er zum Schurken geworden war (das war seine ganze Standhaftigkeit). Wie kann man leben, ohne eines Morgens zum Mörder zu werden?“[59]
- Tusow, auch „Tus“ genannt: Der Sek Tusow hat „kalte Augen“[32] und ist Besitzer eines „umwerfenden Gedächtnis[ses]. Allerdings nur für Nebensächliches. Für Namen, Preise, Gewichte. Selbst die Lagerleitung hatte früher den Freigänger Tusow in das Kanzleistübchen geholt, zum Mithelfen bei den Berichten. Jetzt hatte sich der Sek, die Lockerungen ausnutzend, endgültig in einer Ecke der Amtsstube eingerichtet. Sich dort eingeigelt.“[60]
- Jenka Schitow: Dieser in der deutschen Übersetzung auch als „Schnulli“ bezeichnete (im Originaltext: „пидар“)[61] Homosexuelle mit den „schütteren hellen Haarsträhnen“ und „der fliehenden Idiotenstirn“[62] ist schwindsüchtig und während eines Fluchtversuchs, bei dem ein anderer Sek in der Taiga umkam, gefasst worden.[61] Vor dem Fluchtversuch steckten die Wachsoldaten „dem erbärmlichen, weibischen Jenka aus Eigennutz gerne mal zusätzliches Essen zu“, nach dem Fluchtversuch schreckt sie aber das Tuberkulose-Blut auf den Lippen des nach Isolationshaft und Misshandlung noch unattraktiveren Jenka ab.[63]

## Rezeption im deutschsprachigen Raum
Der Buchstabe A wurde in der deutschsprachigen Presse zwiegespalten aufgenommen. Die Zeit meinte, verglichen mit der im gleichen Sammelband erschienenen Erzählung Der kaukasische Gefangene überzeuge Der Buchstabe A weit weniger. Die Frankfurter Allgemeine Zeitung erblickte in der Erzählung ein „Gleichnis dafür, wie das sowjetische Zwangssystem sich erhielt und zugrunde ging“ und sah die „Vorstellungskraft des Lesers“ gemartert durch 
„Skizzen von ‘Prügelspielen‘ mit einem Sterbenden, beiläufigen Häftlingstoden beim Arbeitseinsatz, willkürlichen Strafaktionen mit scharfen Hunden und dem durchdringenden Gestank von Menschen und Baracken“: Makunins „Wortkunst sammelt und klärt eher als auszustrahlen“. Das Magazin Cicero stellte fest, dass Der Buchstabe A mit dem Gulag-Stoff Traditionelles aufnehme, es aber ins Leere laufen lasse: „Befreiung meint hier nur: beschissene Freiheit.“ Sowohl die Frankfurter Allgemeine Zeitung als auch Die Zeit erblickten in der „Ausscheidungsorgie“ am Schluss der Erzählung eine Szene, „die eines Sorokin würdig wäre“ und „die man dem behutsamen Wladimir Makanin nicht zugetraut hätte.“